# Montedoro

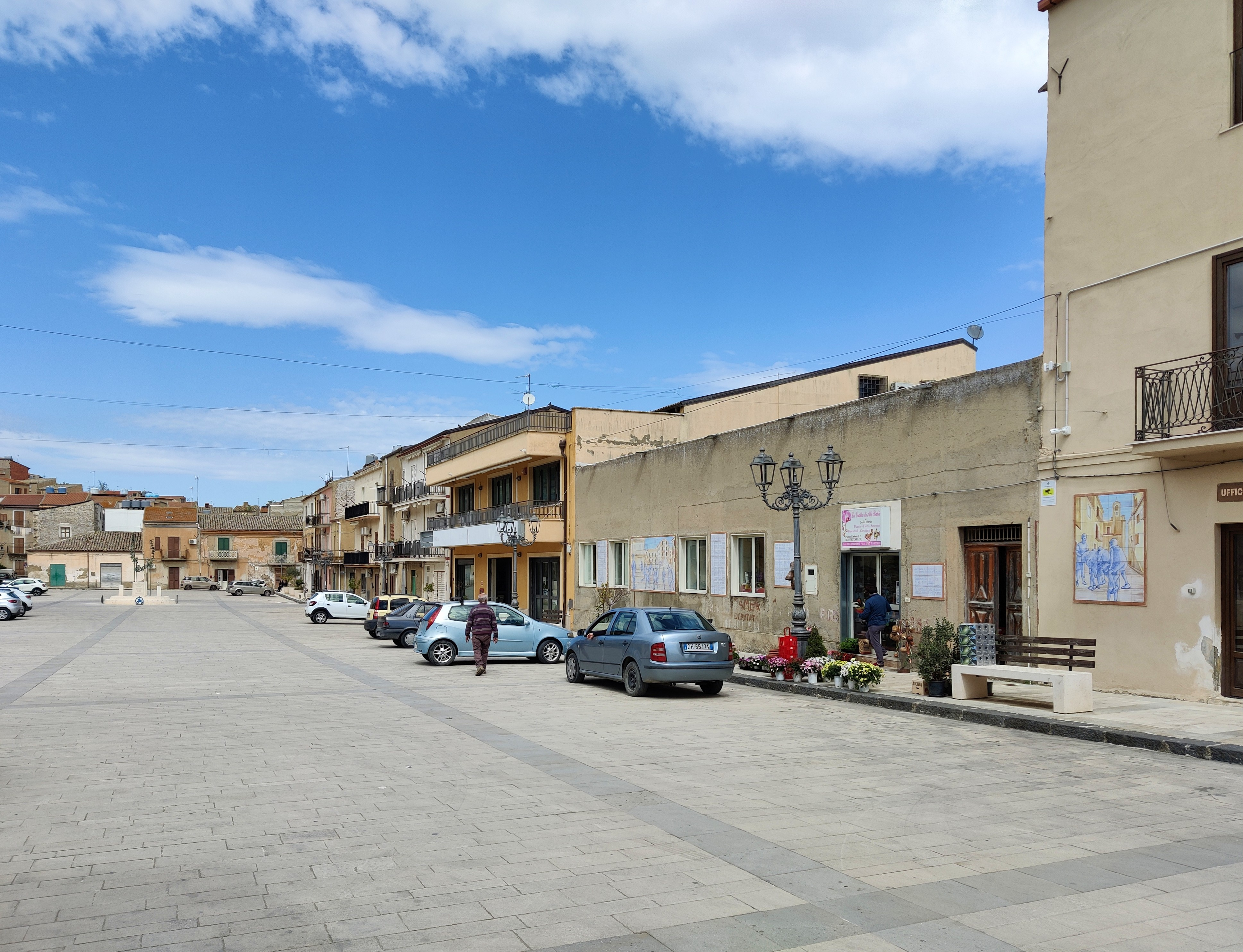
Piazza Umberto

Montedoro è un comune italiano di 1 333 abitanti del libero consorzio comunale di Caltanissetta in Sicilia.

## Storia

### Simboli
Lo stemma del comune di Montedoro è d'azzurro, a tre brocche (pignatelle) di rosso, ordinate 1, 2 con in punta un monte all'italiana di 3 cime d'oro affiancate di cui quella centrale più alta. Il gonfalone è un drappo di azzurro.

## Società

### Evoluzione demografica
Abitanti censiti

## Monumenti e Luoghi d'interesse
Nel comune hanno sede l'osservatorio astronomico più grande della Sicilia e un planetario, entrambi in cima al Monte Ottavio.
Altro luogo di interesse nel territorio comunale è il Museo della Zolfara, poco distante dal planetario e facente parte del parco didattico-scientifico di Montedoro.
Nel centro storico sorge una chiesa dedicata alla Madonna del Rosario. 

## Economia
Il territorio del comune è compreso nella zona di produzione del Pistacchio di Raffadali D.O.P..

## Amministrazione
Di seguito è presentata una tabella relativa alle amministrazioni che si sono succedute in questo comune.
| Periodo        | Periodo        | Primo cittadino             | Partito                                                        | Carica  | Note   |
| -------------- | -------------- | --------------------------- | -------------------------------------------------------------- | ------- | ------ |
| 4 giugno 1985  | 22 maggio 1990 | Federico Messana            | Partito Comunista Italiano                                     | Sindaco | [ 12 ] |
| 22 maggio 1990 | 13 giugno 1994 | Federico Messana            | Partito Comunista Italiano, Partito Democratico della Sinistra | Sindaco | [ 12 ] |
| 14 giugno 1994 | 25 maggio 1998 | Federico Messana            | Progressisti                                                   | Sindaco | [ 12 ] |
| 25 maggio 1998 | 27 maggio 2003 | Federico Messana            | centro-sinistra                                                | Sindaco | [ 12 ] |
| 27 maggio 2003 | 17 giugno 2008 | Francesco Giuseppe Piccillo | lista civica                                                   | Sindaco | [ 12 ] |
| 17 giugno 2008 | 11 giugno 2013 | Federico Messana            | lista civica                                                   | Sindaco | [ 12 ] |
| 11 giugno 2013 | 11 giugno 2018 | Federico Messana            | lista civica                                                   | Sindaco | [ 12 ] |
| 11 giugno 2018 | in carica      | Renzo Bufalino              | lista civica                                                   | Sindaco | [ 12 ] |

### Gemellaggi
- Saint Nicolas
- Vaulx-en-Velin
- Meyzieu